# CloudMade
クラウドメイド(CloudMade)は、機械学習によるドライバーの行動予測技術の開発、コネクテッドカー向けテクノロジー・サービスの提供している企業である。本社は英国ロンドンに所在し、開発拠点はキエフに所在する。その他、ミュンヘン、パリ、東京、シリコンバレーに支社を持つ。
2007年創業から、地図関連サービスを提供していたが、2013年より機械学習による「ドライバー学習⇨ 予測」関連サービスを提供し、各国(ドイツ、イギリス、フランス、北米、日本)の自動車メーカーと80のPOCを実施(2018年時点)している。
CloudMade では、ドライバーのスマホや自動車のCANbusから取集した個人のパーソナルデータを活用したマネタイズはおこなわず、収集されたデータは自動車メーカーの資産と考え、クラウドエンジン、AI装置ごと提供している。データを活用したマネタイズはおこなわず、自動車メーカーへのソフトウェアの提供をビジネスとしている点が、Googleと異なる点である。自動車に搭載されているECU向けのSDKやクラウドサーバー向けのSDKを提供するかたちで、自動車OEMやコネクティッドカー向けのサービス事業者の新しいビジネスモデルを支援している。
オープンストリートマップ（以下、OSM）の共同設立者であるスティーブ・コーストが設立し、創業当時は、API、レンダリングマップ、その他地図関連サービスを展開していた。
同業他社とは異なり、クリエイティブ・コモンズのOSMデータを使用しており、その製品の多くはWebサイトやアプリケーションやデバイスにレンダリングした地図を表示させる際にAPIを用いていることから、Googleマップと競合していた。
ロンドン、キエフ、シュトゥットガルト、メンローパークに支社を構えている。
CloudMadeのスタイルエディタにより、Web上にて利用可能な地図を利用者が配色やレイヤーなど自由に編集でき、
GoogleマップやYahoo!ロコなど他の大規模な競合他社が提供していない優位性を持つ。
OSMと同様に地図のレンダリングにMapnikを使用しており、ソフトウェアスタックの残りはOSMから切り離している。
他のサービスとして、OSM上に企業など依頼対象の位置情報を登録し手数料を得ている。